# 20016 Rietschel
20016 Rietschel è un asteroide della fascia principale. Scoperto nel 1991, presenta un'orbita caratterizzata da un semiasse maggiore pari a 2,6448415 UA e da un'eccentricità di 0,1171170, inclinata di 7,98803° rispetto all'eclittica.